# Jolaos
Jolaos – w mitologii greckiej syn Ifiklesa, bratanek, wierny przyjaciel i towarzysz Heraklesa, powoził jego rydwanem. Brał udział w wielu przygodach swego stryja, m.in. w polowaniu na dzika kalidońskiego i wyprawie Argonautów. Przypisuje mu się zwycięstwo w wyścigu rydwanów podczas pierwszych legendarnych igrzysk olimpijskich, zapoczątkowanych przez Heraklesa. Według niektórych przekazów ożenił się z Megarą, żoną Heraklesa, kiedy ten odstąpił mu ją, aby samemu ożenić się z Jole.

## W popkulturze
Pojawiał się w wielu produkcjach filmowych o Heraklesie. W serialach Herkules i Młody Herkules był jednym z dwóch głównych bohaterów, w rolę tę wcielali się odpowiednio Michael Hurst i Dean O’Gorman.